# Spearfish (Dakota del Sur)
Spearfish es una ciudad ubicada en el condado de Lawrence en el estado estadounidense de Dakota del Sur. En el Censo de 2010 tenía una población de 10.494 habitantes y una densidad poblacional de 247,95 personas por km².

## Geografía
Spearfish se encuentra ubicada en las coordenadas 44°29′31″N 103°49′9″O / 44.49194, -103.81917. Según la Oficina del Censo de los Estados Unidos, Spearfish tiene una superficie total de 42.32 km², de la cual 42.31 km² corresponden a tierra firme y (0.03%) 0.01 km² es agua.

## Demografía
Según el censo de 2010, había 10.494 personas residiendo en Spearfish. La densidad de población era de 247,95 hab./km². De los 10.494 habitantes, Spearfish estaba compuesto por el 93.53% blancos, el 0.41% eran afroamericanos, el 2.05% eran amerindios, el 1.11% eran asiáticos, el 0.02% eran isleños del Pacífico, el 0.59% eran de otras razas y el 2.3% pertenecían a dos o más razas. Del total de la población el 2.73% eran hispanos o latinos de cualquier raza.